# 양당제
양당제(兩黨制, 영어: two-party system 또는 biparty system)는 정당제의 일종으로서 어떤 지역 혹은 나라에서 크게 보아 두 개의 정당이 중심이 되어 서로 정책을 겨루면서 정치가 이루어지는 정치체제를 말한다.

## 개요
고전적인 정치학에서는 이 정치제도가 이상적이라고 생각됐으며, 다음과 같은 조건을 만족하는 상태를 뜻한다.
- 의석이 있는 정당의 수는 2개
- 의석이 있는 정당의 수는 3개 이상이지만, 그 중 2당의 어느 쪽이 늘 정권을 맡고 있거나, 늘 정권으로부터 배제되어 있는 정당이, 지지율, 득표, 의석 등이 너무 낮아 정치적 교섭능력이 없는 상태
- 의석이 있는 정당의 수는 3개 이상이나, 그 중 두 진영이 정권을 다투고 있으며 연립의 교체가 없음.

## 특징
정권교대가 명확하고 정책논쟁이 국민에게 이해되기 쉽다는 이점이 있다. 또한 중간층 유권자의 지지를 얻기 위해 두 정당의 정책이 닮아가는 경향이 발생한다. 조반니 사르토리에게 있어 좋은 정치란 이데올로기의 차이가 적은 것을 가리키기 때문에 두 정당의 정책이 닮아가는 것은 이점이다.
그러나 아렌트 레이프하르트의 합의형성형 민주주의의 사고방식에 따르면 양당제를 기반으로 삼은 다수결형 민주주의에 있어서는 다당제를 기반으로 하는 합의형성형 민주주의보다 소수의견의 대표성이 상대적으로 낮아지는 경향이 있다고 한다.
또한 2대 정당의 이데올로기적 차이가 큰 경우에는 양당 모두 정치적 주장의 실현을 위해 자기 당에 의한 정권획득을 원하는 결과, 두 당 간의 정치적 타협을 거절하거나 정권 교대시마다 정책이 크게 변하는 등 정치의 불안정화를 초래한다는 지적도 있다.
일반적으로 소선거구제가 도입되면 양당제가 되기 쉬우나 반드시 그런 것은 아니다.

### 사르토리에 의한 지적
사르토리에 따르면, 3개 이상의 정당이 유의미한 의석을 갖고 있는 경우에는 다당제라고 하며, 분절적 다당제와 분극적 다당제로 나뉜다.

## 예시 국가
- 미국 - 공화당과 민주당
가장 대표적인 양당제 국가 중 하나로, 이 양대 정당 외에도 자유당, 녹색당, 헌법당 등 소수정당은 존재한다. 그러나 역사성이나 지지 기반 등을 고려해보면, 대통령 선거나 연방의회 선거에서 민주당, 공화당 양당 이외의 후보가 승리하는 경우는 실질적으로 없다고 보면 된다.
- 영국 - 보수당과 노동당
역사적으로 보수주의와 자유주의가 다투던 토리당과 휘그당 양당 체제였던 영국은 20세기 초 사민주의를 내세운 노동당의 대두로 보수당과 노동당 양당 체제로 그 주체가 변화했다. 그리고 2000년대 이후부턴 스코틀랜드 독립에 대한 지지율이 높아짐에 따라 스코틀랜드 국민당의 약진이 계속되고 있다.
- 캐나다 - 자유당과 보수당
사실 캐나다는 제3당으로서 신민주당, 퀘벡 블록, 녹색당 등이 존재하고 그 규모도 제법 되기 때문에, 캐나다가 양당제인지에 대해서는 반론이 있다. 일반적으로는 진보보수당의 퇴조와 지역정당의 대두로 캐나다가 90년대 이후 양당제로부터 이탈해가고 있다는 견해가 유력하지만, 여전히 연방 차원의 선거에선 자유당과 보수당이 각 진영을 대표하는 경우가 많다. 실제 총리도 이쪽 당 계열에서만 나왔다. 다만 2011년 총선처럼 가끔은 신민주당이 자유당 대신 진보 진영을 대표하는 경우도 있다. 사실 연방 차원에선 양당제가 아직 그나마 유효하지만, 주 단위 지방선거에선 신민주당이 위력을 보이는 경우도 많기 때문에 캐나다는 2천년대 이후부턴 자유당, 신민주당, 보수당 3당 체제가 되어가고 있다고 보는 견해도 있다.
- 오스트레일리아 - 보수연립과 노동당
보수연합은 원래 중도 성향의 자유당과 보수 성향의 국민당 등으로 구성되어 있는 연합체 성격의 정당이지만, 유지 기간이 길어지면서 연립협정이 영속되리라고 보는 예측이 지배적이라, 일단은 양당제로 취급된다.

## 보수양당제
보수양당제란 여러 이유로 어떤 나라에서 사회민주주의 정당 혹은 사회주의 정당이 정권 획득의 기회가 희박한 상태를 가리킨다. 덕분에 경제를 비롯한 어떤 체제에 관한 다툼보단 도시의 이익을 대표하느냐 아니면 농촌지주의 이익을 대표하느냐, 전쟁에 의한 분쟁의 해결을 지향하느냐 대화에 의한 분쟁의 해결을 지향하는가 등이 주된 쟁점이며, 연장선상에서 정책 차이는 상대적으로 작은 편이다.
단, 일반적으로는 예를 들어 미국에서도 「보수주의」를 이데올로기 기반으로 삼는 정당(공화당)과 「자유주의」를 이데올로기 기반으로 삼는 정당(민주당)이 대립하고 있으며, 이는 캐나다나 한국, 중화민국, 2차대전 이전의 일본 등도 마찬가지였다. 다시 말해, 「보수양당제」란 용어는 자유주의와 보수주의를 딱히 구별하지 않거나 사회민주주의 혹은 사회주의 이데올로기를 특별하게 보는 사람들이 주로 사용해온 단어라는 점은 유의하자. 즉, 일반적인 대중들이 인식하는 것과는 좀 괴리감이 있는 단어일 수 있다. 심지어 학계에서도 이 단어는, 특히 구미의 정치학에선 사용되는 일이 잘 없다. 어떤 하나의 '체제'를 말한다기보다는 현상을 기인하여 말하는 것으로 분류된다.
이런 현상이 일어나게 된 배경에는, 1945년부터 1991년 사이 진행된 냉전이 주요했는데, 냉전은 자본진영에 속하는 국가에서 사회주의 정당이 소위 좌파 진영을 대표해 선거에서 승리하는 것을 어렵게 만드는 결정적 요인으로 작용했다. 왜냐하면 20세기 중후반 자본진영에선 프롤레타리아 혁명을 주장하는 공산진영에 대항하기 위해 반공주의 체제가 심화되었기 때문이다. 그러다 보니 그 과정에서 소위 비공산계열(사회 민주주의, 자유 사회주의, 종교 사회주의)로 분류되는 좌파 세력들까지 공산주의를 표방하는 단체와 동일시되어버렸고, 그 과정에서 또 상당한 배제를 받게 된다. 결국, 자본진영에 속한 상당수 국가들은, 형식상으론 다당제가 가능했다 할지라도 실질적으로는 우파와 중도의 거대 양당제 모양을 띄는 구조가 되어버렸다.
하지만 아이러니하게도 이런 현상은 1991년 냉전이 종식된 후에도 계속되는 경우가 상당했는데, 이는 해당 지역에서 사회주의 좌파의 존재 자체가 장기간 배척되다보니 전반적인 사회 시스템이나 대중들의 인식 자체가 굳어버려 민주적인 선거절차가 행해져도 사회주의 좌파에 표를 주지 않는 현상이 나타났기 때문이다. 게다가 양당제 특성상 보통 중도를 표방하는 정당이 기존 사회주의 좌파의 포지션까지 선점해버리는 경우가 많고, 지지자들 역시 전자의 이유와 더불어 소선거구제가 행해지는 국가의 경우 소선거구제 특성상 사표 방지를 위해 차선 혹은 차악을 선택한다는 심정으로 기존 비보수계 중도 정당에 투표하는 비중이 높다보니, 비슷한 진영 내에서도 사회주의 정당은 비주류로 밀려나고 되레 일부 사회주의자들이 중도 정당에 가입해 계파를 이뤄 해당 정당을 좌클릭하려는 시도 역시 잦아지게 된다.

### 예시
- 미국

2차세계대전이 끝난 이후 미국은 소련으로 대표되는 공산진영과 대립한 자본진영을 대표하는 제1대국이었다. 그러다보니 20세기 중반엔 소위 매카시즘 광풍이 불면서 좌파라는 이유만으로 공산주의자로 취급당하여 추방당하는 일이 벌어지기도 했다. 이와 관련한 유명인으론 찰리 채플린이 있다.
현재 미국의 양대정당은 민주당과 공화당인데, 민주당은 자유주의(리버럴) 중도, 공화당의 경우는 프로테스탄트의 실용적 교리를 내세우는 권위주의적인 보수주의 우파에 해당한다. 사족으로 이 정당들은 냉전 시절 이전부터 양당제를 구성한 정당들이긴 하다. 현재 미국에서 좌파 이념을 사용하는 정당은 녹색당과 공산당이 있으나 그 세력은 미미하고 정권 창출도 해본 적이 없다.
사실 미국에서도 과격분자들에 의해 민주당이 사회당으로 비유 혹은 매도되는 일이 상당히 많지만 정강정책을 보면 중도 쯤에 위치한다. 미국 민주당은 사회자유주의가 주된 이념이기 때문에 상대적으로 복지와 약자의 인권을 중시하는 경향이 있어 공화당과 비교되다보니 좌파 스탠스가 좀 더 부각되어보이는 것일 뿐이라는 것.
다만 21세기 들어선 티파티로 대표되는 공화당의 우경화에 발이라도 맞추듯 민주당 역시 좌경화가 심화되고 있다. 가령 의회 의석을 보더라도 민주당 내 계파 성향이 중도나 보수를 넘어 진보 계파 비중이 가장 클 정도이다.
- 한국

한국은 20세기 중반 한국 전쟁이라는 큰 사건을 전후해 보수양당제라는 현상이 생겨났다. 이러한 와중 1955년에 국회에서 제정된 (일본의 치안유지법을 모태로 한) 국가보안법은 초기 남한의 좌파 세력을 와해시키는데 큰 역할을 한다. 이후 한국에서 사회주의 좌파는 조선민주주의인민공화국 조선로동당의 지령을 따르는 꼭두각시 비슷한 취급을 당하였으며, 이런 연장선상에서 사법 살인이라 불리는 진보당 사건도 일어나게 된다. 제3공화국 시기에는 권위주의 우파에 속하는 민주공화당과 자유주의(리버럴) 보수에 속하는 신민당이 거대 양당구조를 이루웠다. 이 와중에도 인혁당 사건으로 인해 사회주의 좌파 정당은 약 20년간 동결 상태였다.
그 후 1980년대 여러 민주화 운동, 노동운동, 사회운동, 통일운동, 재야활동 등으로 인해 알려진 한국의 사회주의 좌파 세력은 크게는 민족해방파 계열과 민중민주파 계열로 나뉘게 되는데, 민족해방 좌파의 경우는 ‘남한을 아직 식민지 상태에서 풀려나지 않은 상태’로 규정하며 해방 후 숙청되지 않은 친일파와 실질적으로 남한의 주도권을 잡고 있는 (그러면서도 독재 정권을 묵인해주는) 미국을 옹호하는 친미 계열을 적대적으로 봐, 1970년대부터 1980년대 사이 대학가에서 소위 좌파 민족주의로 인기를 끌기도 했다.
또 다른 집단인 민중민주파는 한국을 식민지 상태로 규정하지는 않지만, 한국의 체제를 국가독점자본주의 형태로 규정하였고 노동운동, 사회운동, 민주화 운동으로 사회주의를 실현하겠다는 구상을 나타내었다. 이들은 냉전 해체 이후 1997년 민주노동당을 창당하여 민족해방계와 민중민주계가 따로 때론 같이 정치 활동을 했고, 2000년대에는 각종 선거에서 두 자릿수 득표율을 기록하기도 하는 등 나름 일정 성과를 거두기도 했지만, 정권을 잡을만큼은 아니었고 매번 색깔론에 시달려 자신이 공산주의자가 아니란 것을 증명해야 했다. 특히 민족해방 계열은 이후 터진 부정선거 논란 등으로 같은 좌파 진영 내에서도 사이가 틀어지며 현재는 거의 몰락했다고 봐도 무방하다. 민중민주계의 경우 북유럽식 복지국가를 추구하는 정의당이 이들을 대표하는 원내정당이라고 볼 수 있다.
- 인도

현재 인도의 주요 정당은 크게 우익 스펙트럼인 인도 인민당과 중도 스펙트럼인 인도 국민 회의 둘로 나눌 수 있다. 제3정당으로 인도 공산당이 존재하기는 하나 지지율이 두 정당에 비해 많이 낮은 편이다.
- 일본

사실 일본은 1930년대 군국주의 세력이 부상하기 전까지만 해도, 다이쇼 데모크라시 운동 등과 겹쳐 보수 성향 정당과 리버럴 성향 정당의 양당제 성격을 띄는 정치 체제를 보였으나, 1947년 일본국 헌법에 따라 민주주의 통치 체제의 입헌군주제 정치체제로 바뀐 후 사회당이 부상하면서 사회주의 좌파 세력이 잠깐 위세를 부리기도 했다. 허나 이에 긴장한 민주당과 자유당이 합당하여 1955년 자유민주당을 창당하면서, 사회 우경화가 진행되어 이후 자유민주당이 30년 이상 장기 집권하는 시기를 맞게 된다.
이후 1990년대 자민당 내부 분열과 함께 정계가 개편되면서 자민당 탈당 세력+사회당 탈당 세력이 합쳐진 민주당이 탄생, 기존 제1야당 스탠스를 유지하던 사회당이 몰락하고 2천년대엔 보수 자민당vs리버럴 민주당의 양당 구조가 형성되었다. 물론 자민당은 공명당과도 연립내각을 구성하고 있긴 하지만. 하여튼 이때부터 정통 좌파 세력인 일본 공산당과 일본 사회민주당은 그 지지율이 한 자릿수로 추락해버린다. 그나마 일본 공산당이 이쪽 진영에선 입헌민주당과 함께 의제를 선점하는 등 존재감을 보이는 정도.
- 타이

타이는 프어 타이당파와 민주당파가 양대 정당을 이루고 있으며 프어 타이당은 중도에, 민주당은 우파에 해당한다. 타이는 1932년부터 1992년까지 여러 무혈 쿠데타(대표적으로 수친다 장군의 쿠데타)로 인해 극우 반공주의 정부가 들어선 적이 있다.
쿠데타 정부는 라마 왕조의 민주화운동으로 인해 민주화가 되었으나 역시 사회주의 좌파의 입지는 좁은 편이다. 그 주된 이유는 1946년부터 1975년까지 1차와 2차를 거쳐 지속된 인도차이나 전쟁으로 생긴 극단적 반공주의 때문이다. 타이의 프어 타이당은 주축 세력이 라마 왕조를 주축으로 한 민주화운동 세력이기 때문에 좌파 스탠스를 띄곤 있지만 사실상 정강정책을 보면 중도에 가깝다.
- 기타

그 외 중화민국, 콜롬비아, 폴란드 등지에서도 일어나고 있다.

## 같이 보기
- 다당제
- 이기론